# اوستولد
اوستولد (به هلندی: Oostwold) یک منطقهٔ مسکونی در هلند است که در لیک (هلند) واقع شده‌است. اوستولد ۶۳۰ نفر جمعیت دارد.